# Łupki miedzionośne
Łupki miedzionośne są to łupki bitumiczno-węglanowe zawierające minerały miedzi, a także innych metali, np.: srebra, ołowiu, niklu, kobaltu i in.
W Polsce występują głównie na monoklinie przedsudeckiej oraz w depresji północnosudeckiej. Zawartość miedzi może dochodzić do 3%.
Występują też w Zambii tworząc Zambijski pas miedzionośny, zawierają tam głównie miedź i kobalt.